# Serra San Bruno
Serra San Bruno – miejscowość i gmina we Włoszech, w regionie Kalabria, w prowincji Vibo Valentia.
Według danych na rok 2004 gminę zamieszkiwały 7093 osoby, 181,9 os./km².
Serra San Bruno jest położona w dolinie, w górach Le Serre, od strony Morza Jońskiego, pomiędzy miejscowościami Sila i Aspromonte, na wysokości około 790 m n.p.m. Zbudowana wraz z kartuskim klasztorem Św. Bruna z Kolonii, ufundowanym w 1091 przez normańskiego władcę Sycylii, Rogera I. Należała do klasztoru aż do 1756. Wśród jej zabytków wyróżnia się kilka barokowych kościołów.
Największym skarbem Serra San Bruno jest jednak klasztor, położony niedaleko centrum wioski, w lesie, nadal czynny, miejsce licznych pielgrzymek. Klasztor był pierwszym z ośrodków zakonnych zbudowanych we Włoszech przez Św. Bruna. W 1193 klasztor objęli Cystersi, ale w 1513 powrócił do Kartuzów. Rozbudowywany w ciągu stuleci, w 1783 klasztor został mocno zniszczony przez trzęsienie ziemi. Spora jego część zachowała się jednak nadal. Kilkaset metrów dalej, w lesie, znajduje się kościół Świętej Marii Leśnej (Santa Maria del Bosco), a obok mała sadzawka, z posągiem klęczącego Św. Bruna wewnątrz. Pod koniec XIX wieku klasztor został odbudowany.